# آنا کارچمارچیک
آنا کارچمارچیک (لهستانی: Anna Karczmarczyk؛ ۲۴ سپتامبر ۱۹۹۱) بازیگر اهل لهستان است.
از فیلم‌ها یا مجموعه‌های تلویزیونی که وی در آن‌ها نقش داشته‌است، می‌توان به سیاست، گوش آقای رئیس، زیبا و بیکار، هتل ۵۲، در خوشی و سختی، در خیابان سپولنی و ع چون عشق  اشاره نمود.